# Pseudomyrmex schuppi
Pseudomyrmex schuppi är en myrart som först beskrevs av Auguste-Henri Forel 1901.  Pseudomyrmex schuppi ingår i släktet Pseudomyrmex och familjen myror. Inga underarter finns listade i Catalogue of Life.

## Bildgalleri

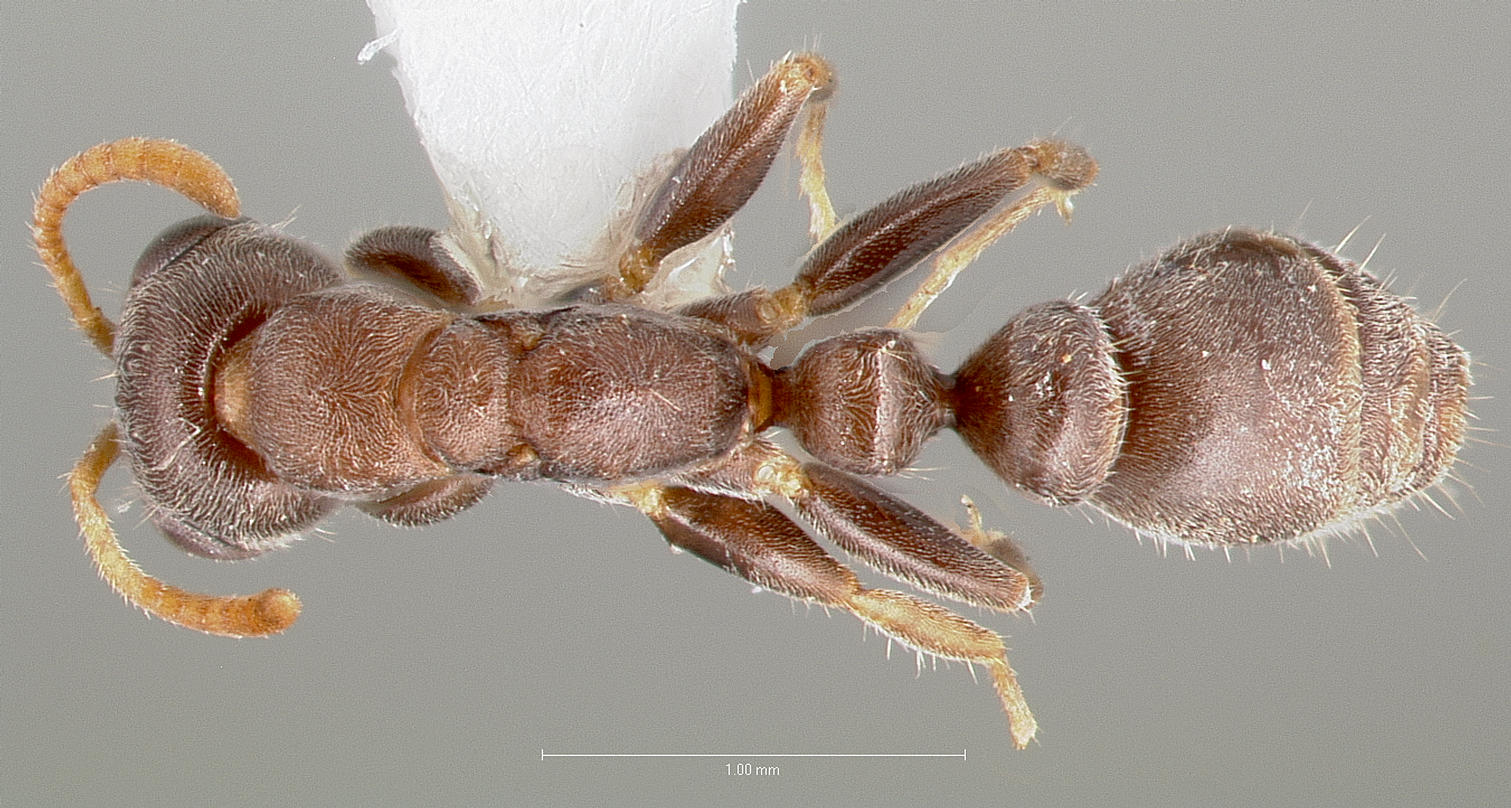
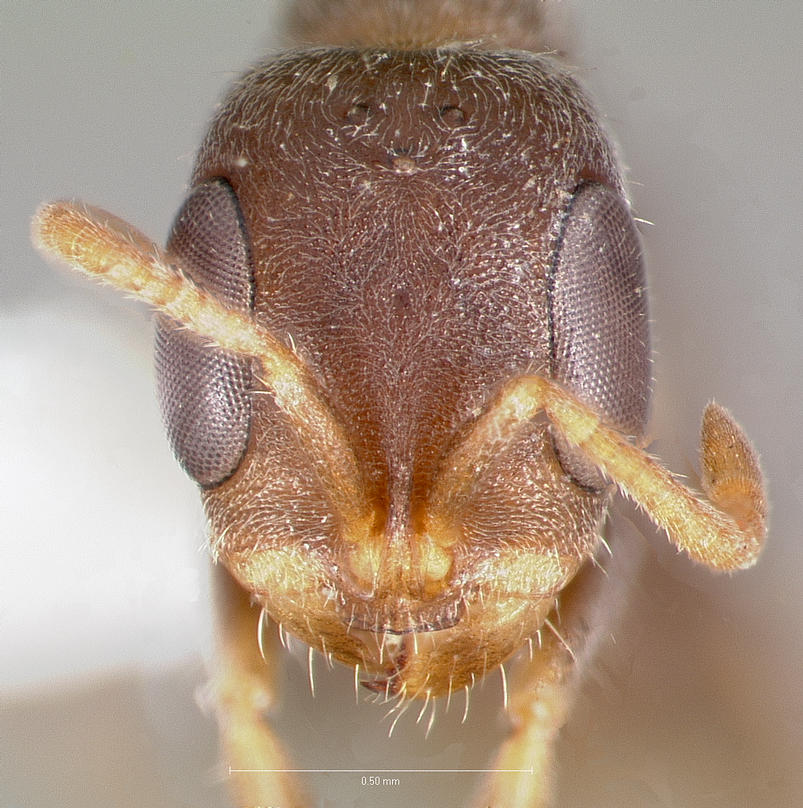
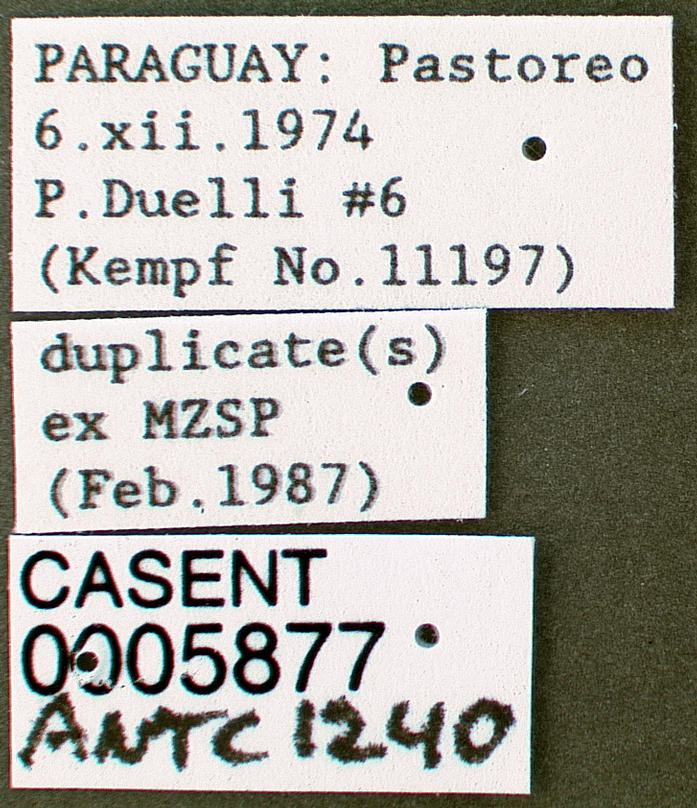
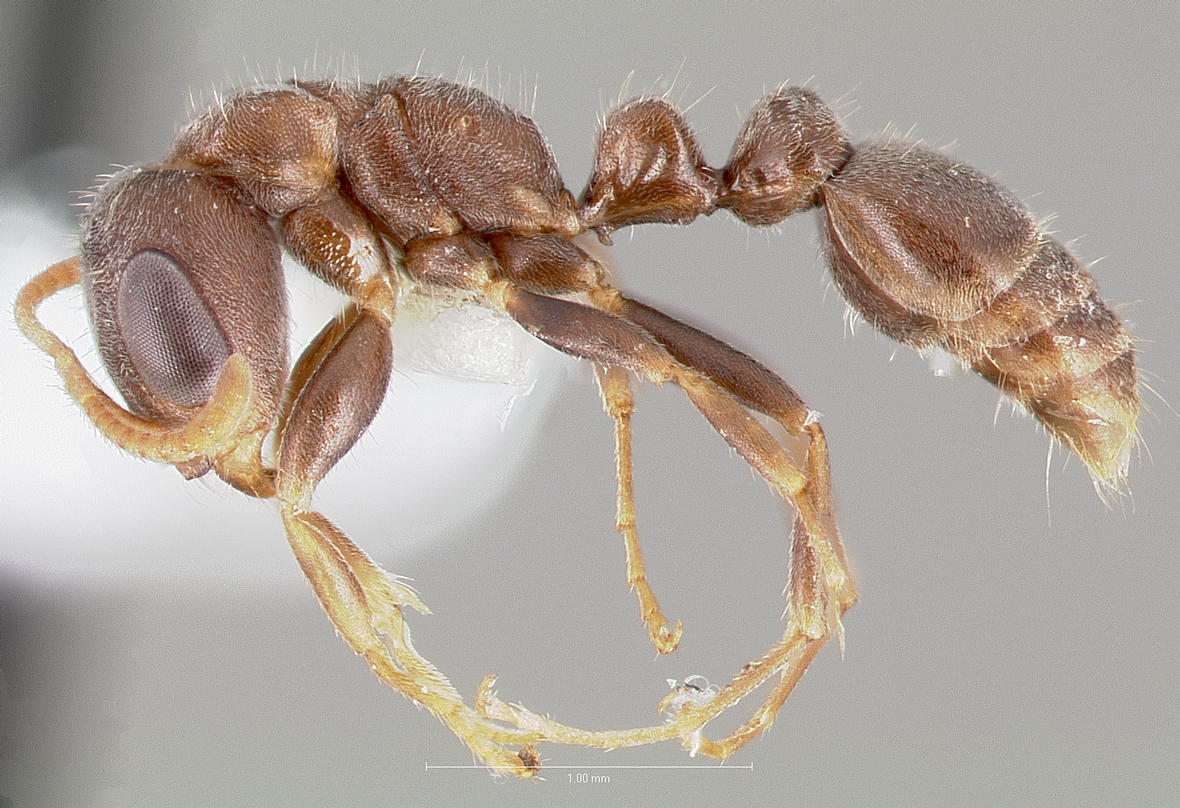
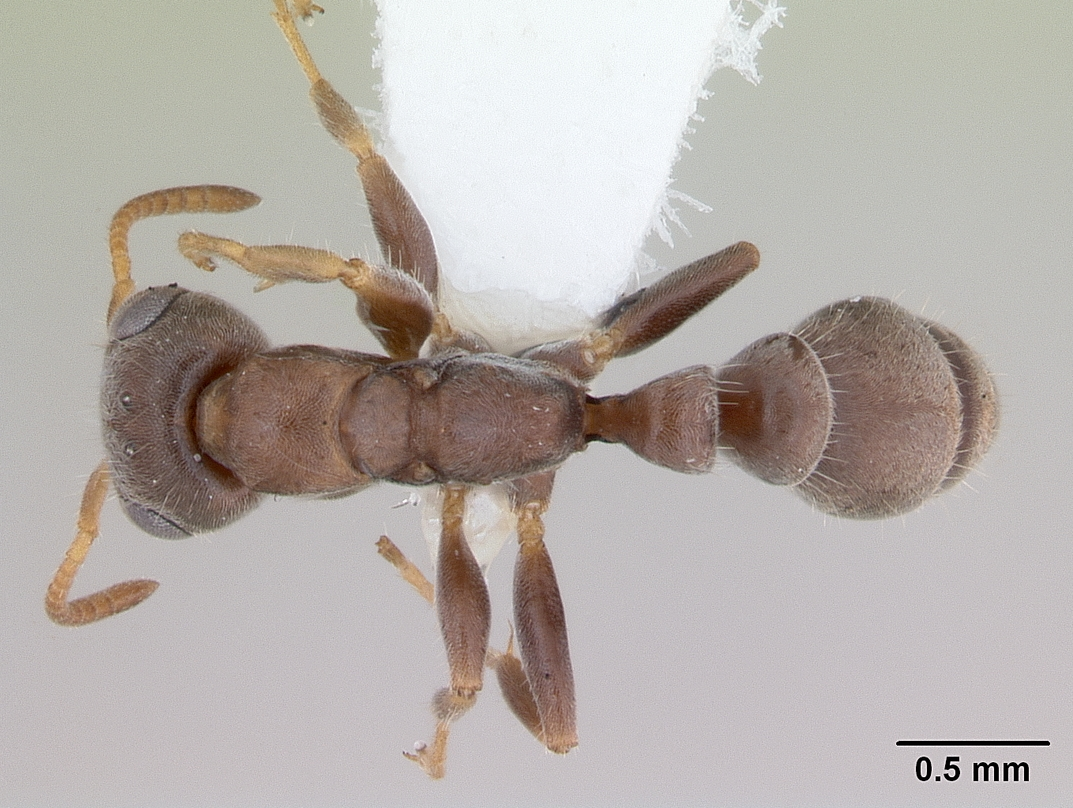
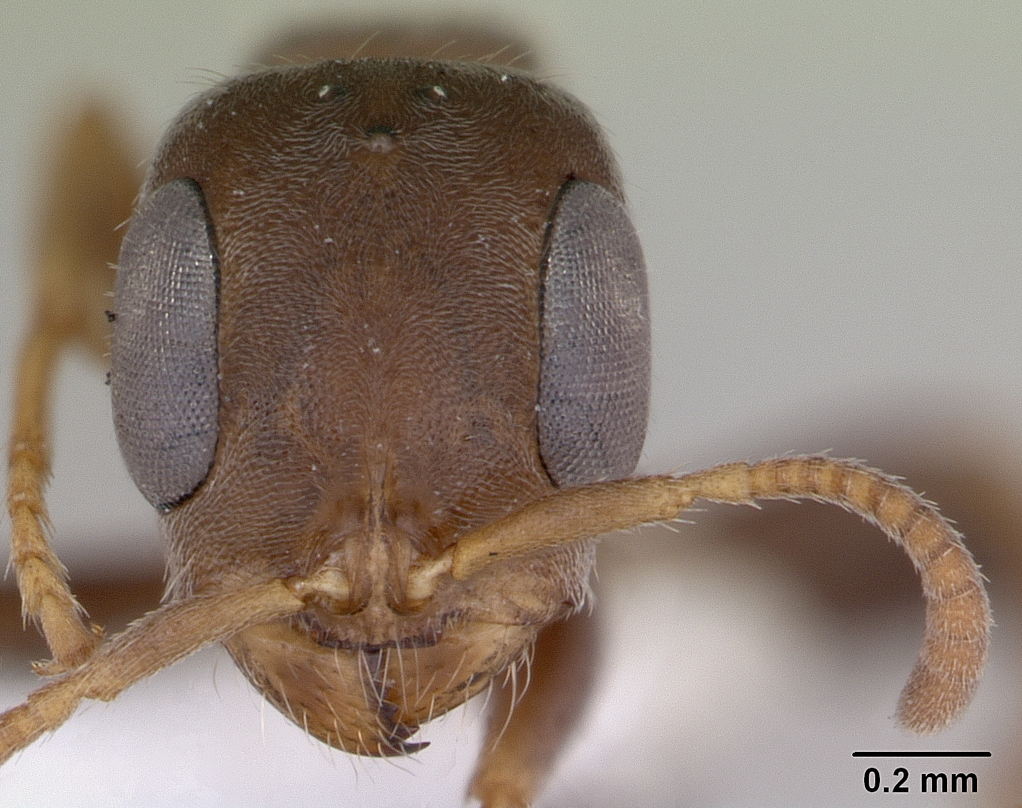